# Messicobolus collaris
Messicobolus collaris är en mångfotingart som först beskrevs av Chamberlin 1953.  Messicobolus collaris ingår i släktet Messicobolus och familjen Messicobolidae. Inga underarter finns listade i Catalogue of Life.